# Tulum (municipalité)
Pour les articles homonymes, voir Tulum (homonymie).
Tulum est l'une des communes (municipios) de l'État de Quintana Roo, au Mexique. 
Couvrant une zone située au centre-nord de l'État, elle a été créée le 13 mars 2008. Elle tient son nom de la ville de Tulum qui en est le centre administratif. 
Sur son territoire se trouve la zone archéologique de Tulum.

## Localités et population
| Localité                        | Population |
| Total Municipio                 | 46 721     |
| Tulum                           | 33 374     |
| Akumal                          | 2 154      |
| Cobá                            | 1 738      |
| Francisco Uh May                | 1 288      |
| Chanchen Primero                | 1 078      |
| Macario Gómez                   | 884        |
| San Juan                        | 770        |
| Manuel Antonio Ay               | 621        |
| Ciudad Chemuyil                 | 548        |
| Javier Rojo Gómez (Punta Allen) | 393        |

## Administration
Présidents municipaux :
- (2008 - 2009) : Víctor Mass Tah (affilié au Parti Révolutionnaire Institutionnel)
- (2009 - 2011) : Marciano Dzul Caamal (PRI)
- (2011 - 2012) : Edith Mendoza Pino (PRI)
- (2012) : Martín Cobos Villalobos (PRI)